# Loriculus beryllinus
El lorículo de Ceilán (Loriculus beryllinus) es una especie de ave psitaciforme de la familia Psittaculidae endémica de Sri Lanka.

## Descripción

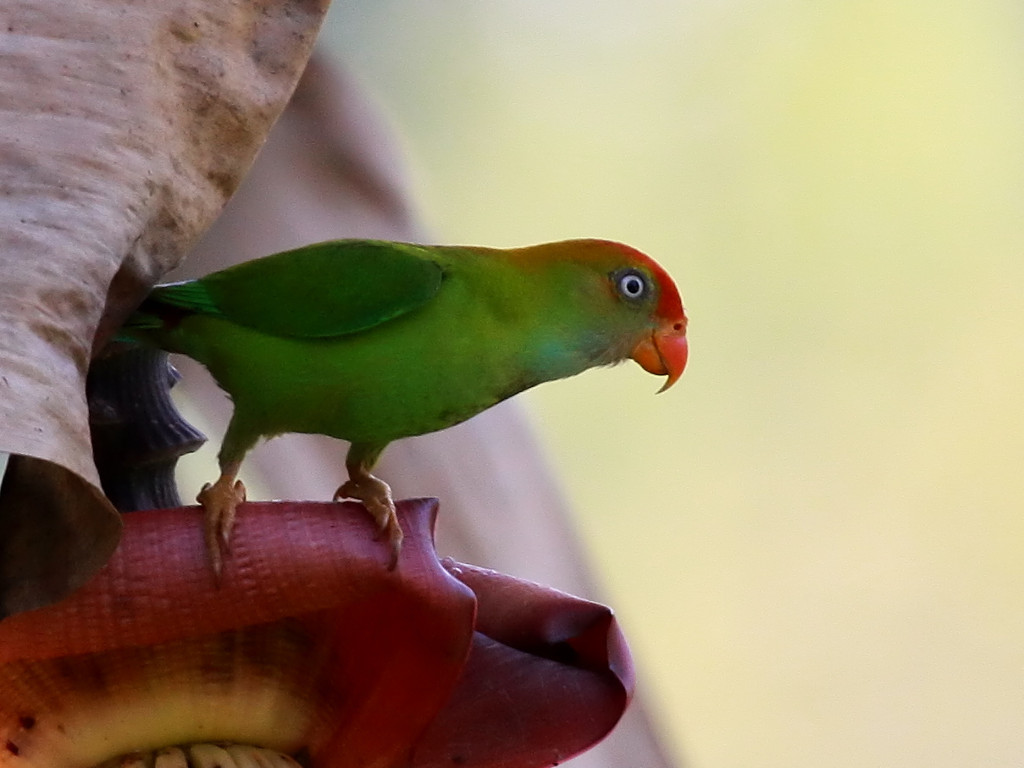
Ejemplar en la reserva forestal de Sinharaja.

El lorículo de Ceilán mide 13 cm de largo y tiene una cola muy corta. Su plumaje es principalmente verde, aunque los adultos tienen dos manchas rojas que ocupan una la frente y el píleo y la otra el obispillo y base de la cola, y su nuca y espalda presenta tonos anaranjados. Además su barbilla y garganta son de color azul celeste claro. Su pico es rojizo anaranjado y el iris de sus ojos es blanco.
Los inmaduros carecen de los matices anaranjados de la espalda y el rojo de su obispillo es de tonos más apagados, y solo tienen algo de naranja en el píleo y frente. Presentan solo cierto tono azulado en la garganta, su picos es anaranjado y su iris es castaño.

## Comportamiento
El lorículo de Ceilán es menos gregario que alguno de sus congéneres, y generalmente se encuentra solo o en pequeños grupos fuera de la época de cría. Su vuelo es rápido y directo. Realiza desplazamientos locales, dirigidos principalmente por la disponibilidad de frutos, semillas y brotes de flores y hojas que son la base de su dieta.
El lorículo de Ceilán es un ave de bosques abiertos. Es estrictamente arborícola y nunca desciende al suelo. Anida en los huecos de los árboles, donde pone de dos a tres huevos.